# Pierre Kalulu
Pierre Kalulu Kyatengwa (ur. 5 czerwca 2000 w Lyonie) – francuski piłkarz występujący na pozycji obrońcy we włoskim klubie Juventus F.C do którego jest wypożyczony z AC Milanu. 

## Kariera klubowa
Olympique Lyon
W lecie 2010 roku Kalulu opuścił akademię AS De Saint-Prest i przeniósł się do akademii Olympique Lyon. Przez 8 lat reprezentował młodzieżowe drużyny klubu, a w czerwcu 2018 roku został przeniesiony do seniorskiej drużyny rezerw Lyonu. W marcu 2020 roku otrzymał powołanie do kadry pierwszego zespołu na spotkanie Ligue 1 przeciwko Amiens SC, jednak cały mecz spędził na ławce rezerwowych.
AC Milan
W lecie 2020 roku Kalulu na zasadzie transferu definitywnego przeszedł do AC Milan, podpisując z włoskim klubem kontrakt do 2025 roku. Na początku grudnia zaliczył swój debiut w profesjonalnej piłce, grając cały mecz w rozgrywkach Ligi Europy UEFA przeciwko Sparcie Praga. Milan wygrał to spotkanie 1:0. 13 grudnia były młodzieżowy reprezentant Francji zadebiutował w Serie A, zastępując kontuzjowanego Mattię Gabbię w 5. minucie domowego pojedynku z Parmą. Trzy dni później w rywalizacji z Genoą po raz pierwszy znalazł się w pierwszym składzie Milanu, strzelając również swojego debiutanckiego gola na poziomie Serie A.

Juventus
Dnia 21 Sierpnia 2024 Juventus poinformował o wypożyczeniu Kalulu a AC Milan otrzymał opłatę w wysokości 3 milionów Euro.

## Życie prywatne
Kalulu posiada również obywatelstwo Demokratycznej Republiki Konga. Jest młodszym bratem Aldo Kalulu i Gedeona Kalulu.

## Statystyki kariery
| Klub     | Sezon   | Liga    | Liga | Liga | Puchar kraju | Puchar kraju | Rozgrywki europejskie | Rozgrywki europejskie | Suma | Suma |       |        |       |        |       |        |       |        |
| -------- | ------- | ------- | ---- | ---- | ------------ | ------------ | --------------------- | --------------------- | ---- | ---- | ----- | ------ | ----- | ------ | ----- | ------ | ----- | ------ |
| AC Milan | 2020/21 | Serie A | Liga | Liga | Puchar kraju | Puchar kraju | Rozgrywki europejskie | Rozgrywki europejskie | Suma | Suma | Mecze | Bramki | Mecze | Bramki | Mecze | Bramki | Mecze | Bramki |
| AC Milan | 2020/21 | Serie A | 7    | 1    | 1            | 0            | 1                     | 0                     | 9    | 1    |       |        |       |        |       |        |       |        |